# 트리스탄과 이졸데 (오페라)

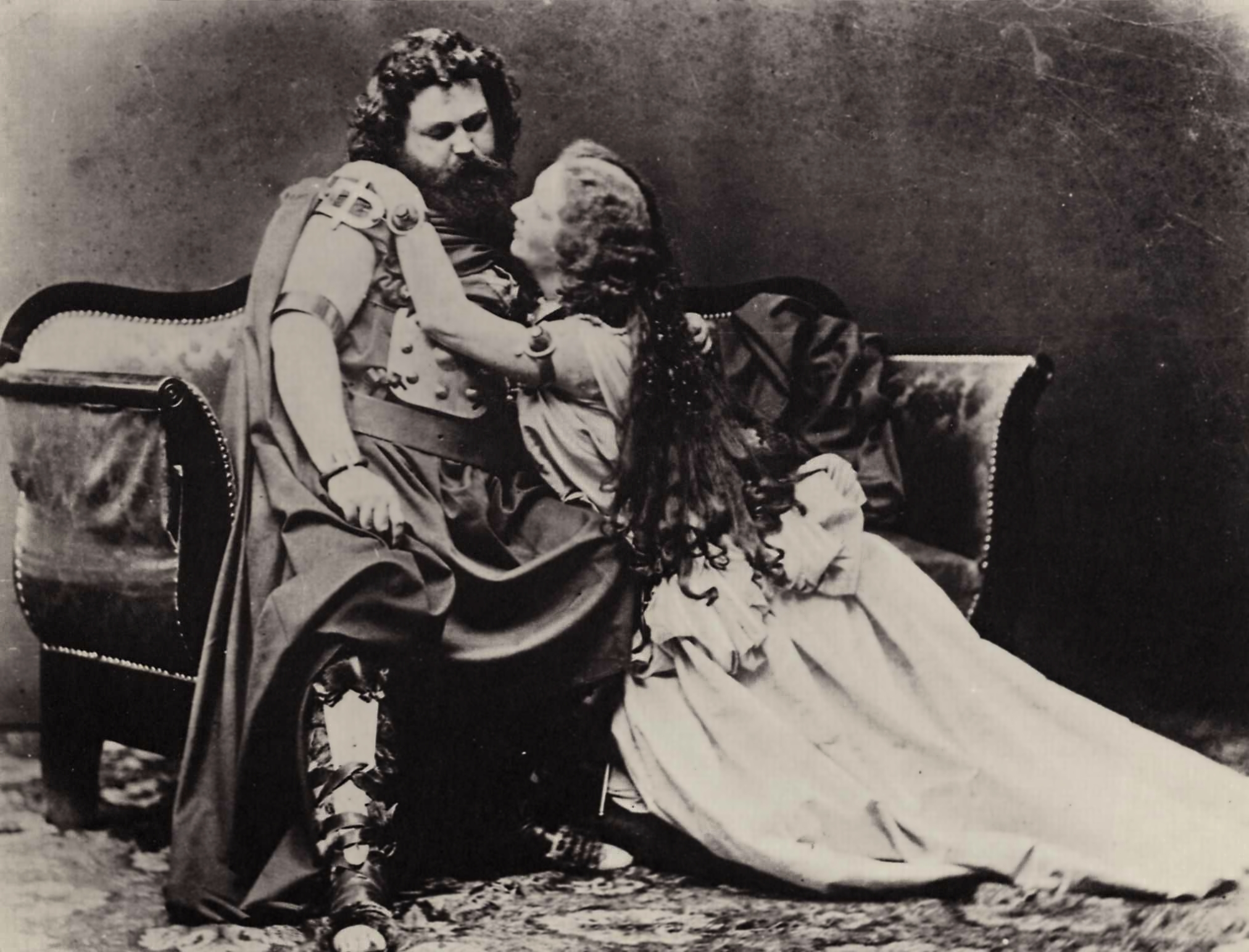

트리스탄과 이졸데(독일어: Tristan und Isolde, WWV 90)은 리하르트 바그너가 작곡하고 대본을 작성한 3막의 악극이다. 대본은 대부분 트리스탄과 이졸데의 이야기에 바탕을 둔 고트프리트 폰 슈트라스부르크의 중세소설 트리스탄을 기초로 작성되었다. 1865년 6월 10일 뮌헨에서 한스 폰 뷜로우의 지휘로 초연되었다.

## 악기편성
플루트3(3번은 피콜로 겸함), 오보에2, 잉글리시 호른, 클라리넷2, 베이스 클라리넷, 바순3, 호른4, 트럼펫3, 트롬본3, 튜바, 팀파니, 심벌즈, 트라이앵글, 하프, 현5부(16, 16, 12, 12, 8)

## 연주시간
- 1막 : 1시간 20분, 2막: 1시간 10분, 3막: 1시간 10분, 총 3시간 40분

## 줄거리
- 때: 전설 시대 콘월, 브리타니, 아일랜드 앞바다

### 1막
- 항해중인 배의 갑판 위

### 2막
- 늦은 밤, 마르크왕의 궁전 정원

### 3막
- 브리타니에 위치한 트리스탄의 성

## 음반 목록 링크
- "트리스탄과 아졸데" 음반 목록
- 독어-영어 대본, 이탈리아 대본
- "트리스탄과 아졸데" 음반 평가
- "트리스탄과 아졸데" 음반[깨진 링크(과거 내용 찾기)]

## 음악 듣기
- "트리스탄과 이졸데" 서곡, Fulda Symphonic Orchestra 연주.

## 같이 보기
- 트리스탄과 이졸데 전설
- 트리스탄 (고트프리트 폰 슈트라스부르크) 중세소설